# Wróble (Klon)
Wróble – część wsi Klon w Polsce położona w województwie wielkopolskim, w powiecie ostrzeszowskim, w gminie Czajków.
W latach 1975–1998 Wróble administracyjnie należały do województwa kaliskiego.